# (2567) Elba
(2567) Elba est un astéroïde de la ceinture principale.

## Description
(2567) Elba est un astéroïde de la ceinture principale. Il fut découvert par Guido Pizarro et Oscar Pizarro le 19 mai 1979 à l'observatoire de La Silla. Il présente une orbite caractérisée par un demi-grand axe de 2,73 UA, une excentricité de 0,141 et une inclinaison de 8,9° par rapport à l'écliptique.
Il est nommé en référence à Elba Aguilera de Pizarro, la mère des découvreurs.

## Compléments